# Castello di Annecy
Il Castello di Annecy (in francese: Hâteau d'Annecy) è un antico castello del XIII secolo, ristrutturato a più riprese, che si trova nel comune di Annecy (in Alta Savoia, in Francia). Era un'antica residenza dei conti di Ginevra, dei duchi di Genevois-Nemours e, dal 1424, quando la contea di Ginevra venne unita ai domini dei Savoia, dei duchi di Savoia. Spesso la contea veniva garantita come appannaggio a membri di rami cadetti della famiglia, in modo particolare il titolo di "conte di Ginevra" era assegnato ai secondogeniti maschi del duca in carica.
Il castello è oggi di proprietà della città ed è stato ristrutturato e trasformato in un museo. La struttura è classificata come monumento storico dal 12 ottobre 1959.

## Posizione

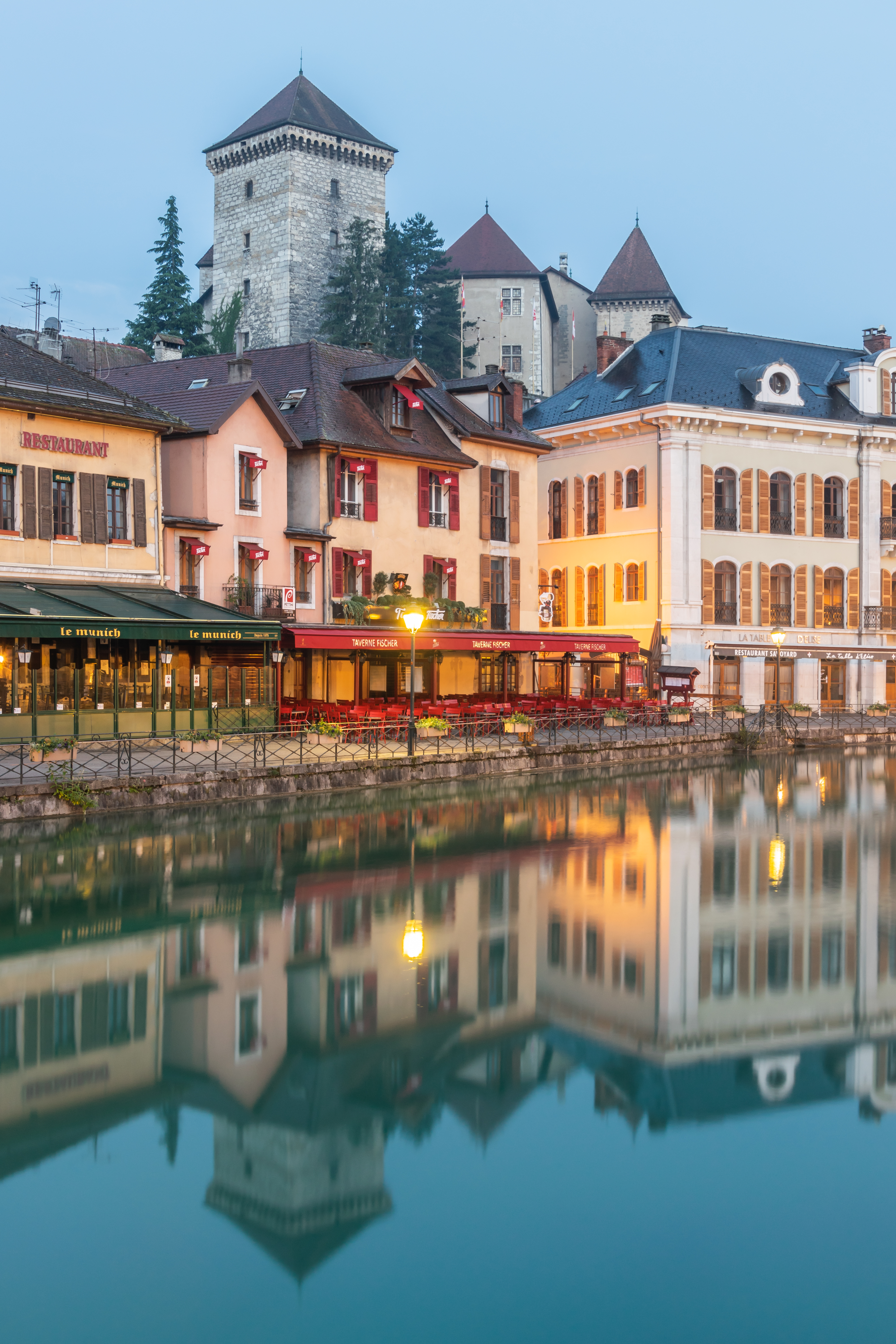
Il Castello d'Annecy in città.

Il Castello di Annecy si trova nel dipartimento francese dell'Alta Savoia nel comune di Annecy, sull'ultimo promontorio roccioso della montagna di Semnoz, formando uno sperone, che domina la città a sud, ad un'altitudine di 470 metri. Osservava la strada che collegava Ginevra all'Italia, all'imboccatura della cluse del lago, così come i ponti che attraversavano lo sbocco del lago. Affacciata sul Thiou e sulla sua isola, la vista era su tutta la distesa della Plaine des Fins.

## Storia
Nulla si sa della sua origine, se non che è molto antica. Già nell'VIII secolo sarebbe sorta una fortezza. La prima menzione nota risale al 10 ottobre 1219 (Castra), quando la Casa di Ginevra ne fece la sua residenza principale, costretta ad abbandonare Ginevra alla sovranità del suo principe-vescovo (l'accordo fu concluso tra il conte di Ginevra, Guillaume II, e il vescovo di Ginevra Aymon de Grandson), e dove dalla fine del XII secolo sono datati gli atti.
Completamente distrutta in un incendio il 27 aprile 1340 fu ricostruita in modo identico dal conte di Ginevra, Amedeo III. I resoconti delle châtellenies degli anni dal 1340 al 1344 permettono di conoscere i vari lavori eseguiti per restaurare gli edifici. Dipinto di una decorazione del maestro Pierre de Lausanne e installazione di vetri sulle finestre del grande salone e della camera da letto del conte da parte del maestro Laurent.

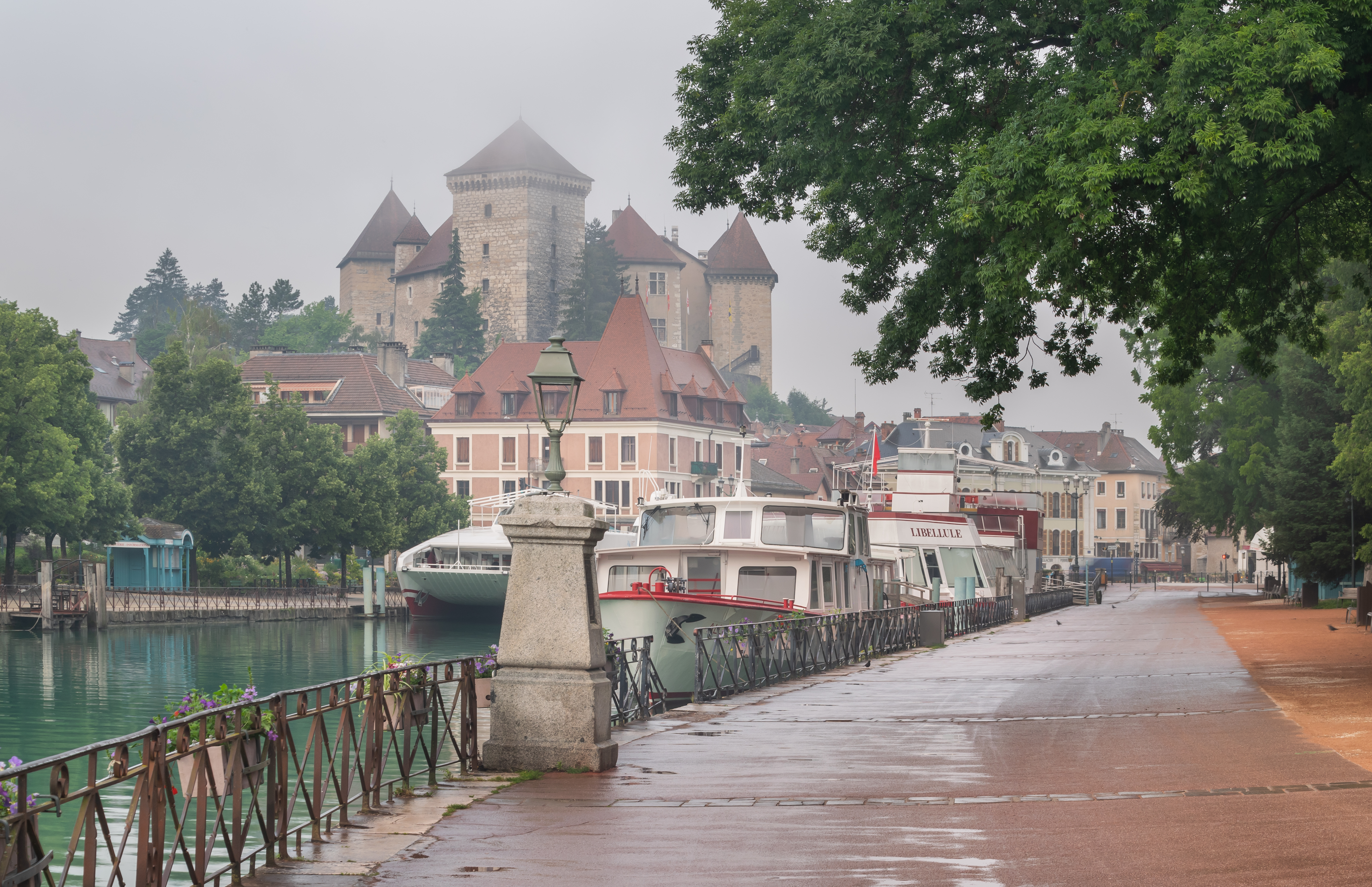
Château d'Annecy, Alta-Savoia, vista dal lago

Nel marzo 1391, il conte di Ginevra, Pietro, ricevette il duca di Borgogna, Filippo il Temerario, e nell'agosto dello stesso anno, il conte di Savoia, Amedeo VII, accompagnato dalle contesse Bonne di Borbone e Bonne di Berry.
Roberto di Ginevra, nato al castello nel 1342, eletto papa ad Avignone il 20 settembre 1378 con il nome di Clemente VII, succedette al fratello Pierre come conte di Ginevra nel 1392 e intraprese importanti lavori nel castello di Annecy che trasmise fino alla morte nel 1394 a suo nipote, Humbert de Thoire-Villars, che a sua volta lo lasciò in eredità a suo zio, Odon de Villars, che lo vendette il 5 agosto 1401 al conte di Savoia, Amedeo VIII.

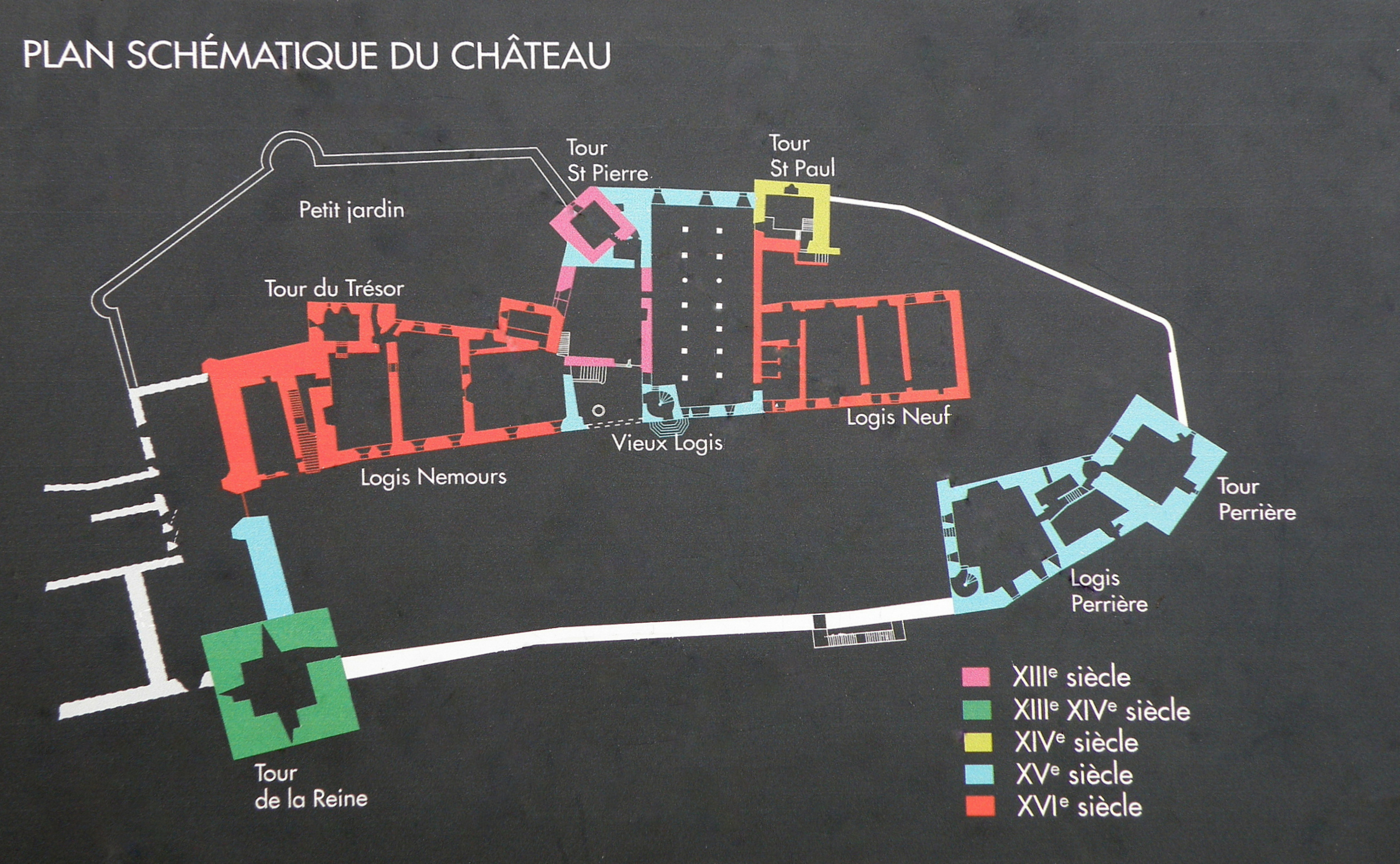
Pianta del castello.

Amedeo VIII lo restaurò nel 1403. Vi si stabilì nel 1405 e ricevette l'omaggio della nobiltà ginevrina. Dopo un nuovo incendio nel 1412, fece ricostruire il Vieux-Logis e Jean Loisel, un artista ginevrino, fu incaricato di creare le vetrate della cappella. Amedeo VIII, nominato duca ereditario dell'Impero dal 1416, ricevuto nel 1418 Papa Martino V e i cardinali di ritorno dal Concilio di Costanza.
Nel 1440, Amedeo VIII costituì un appannaggio a beneficio dei cadetti di Casa Savoia. Governarono dal castello con il titolo di conte di Ginevra. Fu così che Filippo, il figlio più giovane di Amedeo VIII, che aveva ricevuto l'appannaggio, ne fece la sua residenza.
Il duca Ludovico I di Savoia fece lo stesso con il suo terzo figlio Giano di Savoia. Nella seconda metà del Quattrocento, quest'ultimo fece costruire la Logis Perrière adiacente all'omonima torre che suo padre aveva costruito. Nel 1477 il castello ospitò la conferenza che ristabilì la pace tra la duchessa di Savoia, Iolanda di Francia, che si era schierata dalla parte della Borgogna, e gli svizzeri alla fine delle guerre di Borgogna. Il Duca Carlo III di Savoia costituì il 15 agosto 1514 un nuovo appannaggio chiamato Genevois-Nemours a beneficio di suo fratello Filippo di Savoia-Nemours; nel 1528, il conte Filippo diventò duca di Nemours dopo il suo matrimonio con Carlotta d'Orléans-Longueville. La principessa fece costruire il Logis Nemours e rifare la passerella. Jacques de Savoie-Nemours, loro figlio, nacque nel 1564. I principi che risiedevano nel castello avrebbero poi portato il titolo di duchi di Genevois-Nemours. Nel 1566, Jacques sposò Anna d'Este, vedova del duca Francesco di Guisa ed eresse il Logis-Neuf, ma i duchi preferivano vivere alla corte di Francia che al castello di Annecy.
Il 5 ottobre 1600, durante la guerra franco-savoiarda, il re di Francia Enrico IV fece il suo ingresso trionfale ad Annecy accompagnato da Enrico I di Savoia-Nemours, dalla cornetta bianca e dal reggimento di Nérestang. Enrico IV, che trascorse la notte al castello, fu ricevuto nella grande sala del castello dove il duca Enrico gli offrì una sontuosa accoglienza. Quest'ultimo vuole il suo sostegno per fare della sua prerogativa uno Stato sovrano. Deluso dall'esito del conflitto, il duca firmò un trattato segreto con la Spagna.
Nell'autunno del 1616, svelato il complotto, furono le truppe savoiarde comandate da Sigismondo d'Este, marchese di Lans, a venire a impadronirsi del castello. Grazie all'intervento di San Francesco di Sales però, il principe traditore mantenne le sue prerogative.
Il castello fu preso il 20 maggio 1630, durante un nuovo conflitto tra Francia e Savoia, dalle truppe del re Luigi XIII di Francia, comandate da Gaspard III de Coligny, maresciallo di Châtillon, nonostante la resistenza del suo governatore Luigi di Sales, fratello di San Francesco. Luigi XIII e Richelieu vi si stabilirono per un breve soggiorno. Nel 1659, alla morte di Enrico II, l'ultimo duca di Ginevra-Nemours, Carlo Emanuele II di Savoia abolì l'appannaggio. Il castello tornò al duca, che ne fece la residenza del governatore di Place d'Annecy. Il castello fu utilizzato come sede vescovile sotto l'episcopato di Jean d'Arenthon d'Alex, principe-vescovo di Ginevra dal 1661 al 1695.
La fortezza fu temporaneamente trasformata in caserma durante l'occupazione spagnola del 1742, e ha subito gravi danni. Nel 1793 il castello fu dichiarato bene nazionale, chiamato "Maison de la Montagne", e fu utilizzato per ospitare gli eserciti repubblicani e poi imperiali. Mantenne questa funzione fino alla Seconda Guerra Mondiale, quando fu invasa dai senzatetto.
Nel 1952 un nuovo incendio lo danneggiò e nel 1953 il comune di Annecy, l'ha acquistato dallo Stato. Restaurato, ospita oggi una presentazione permanente delle collezioni dei musei dell'agglomerato di Annecy e dell'osservatorio regionale dei laghi alpini.

## Descrizione

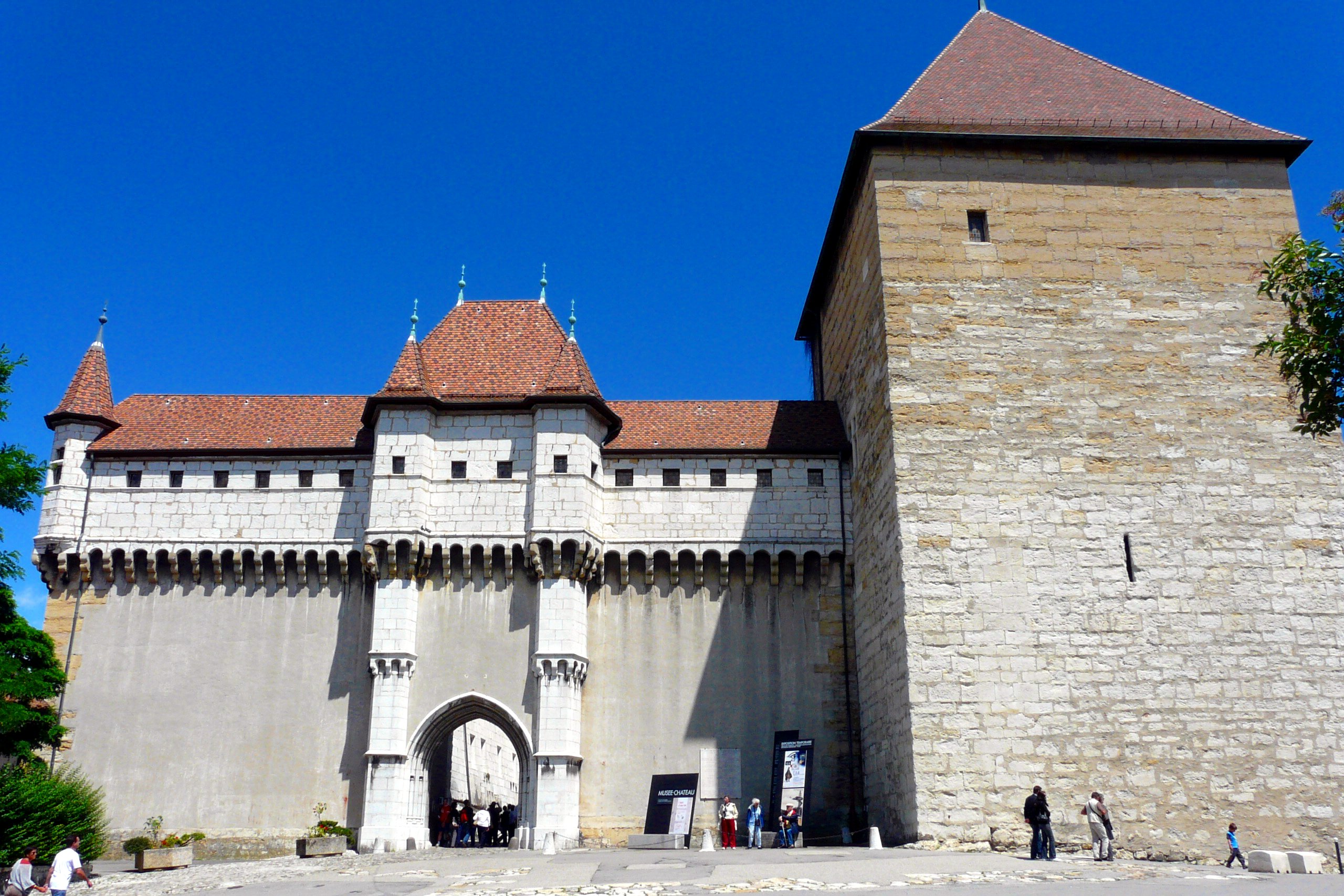
L'entrata del castello.

Il castello di Annecy ha la forma di un grande recinto poligonale di 55 × 125 metri, che segue i contorni della roccia. Secondo un antico testo antichi datato nel 1402,, sarebbe stato circondato da una torre principale rettangolare, oggi rasa al suolo, situata di fronte al "Vieux Logis", e che sarebbe stata collegata ad essa da gallerie lignee. L'accesso al castello era comandato da un ponte levatoio che attraversava il fossato, ora riempito. Intorno al cortile sorgono vari edifici, il più antico dei quali, a sud, sul lato più vulnerabile, è un "mastio" quadrato del XII secolo, conosciuto come la "Torre della Regina". Il camminamento che corre alla sommità della cortina muraria è stato ricostruito nel XVI secolo.
Sul fronte nord, due torri note come "Saint-Pierre" e "Saint-Paul", del XIII secolo, incorniciano il "Vieux Logis" del XIII e XIV secolo. Sempre a nord, il "Logis Neuf" e il "Logis Nemours" disposti ai lati del "Vieux Logis", sono creazioni cinquecentesche. A sud-est, la "Torre e la Loggia Perrière" furono costruite tra il 1445 e il 1487 mentre la "Torre" fu eretta nel 1455 sostituendo il vecchio mastio, allora in rovina. Il camminamento di ronda fu ricostruito nel XVI secolo. La saracinesca è un restauro della fine dell'Ottocento, tra il 1868 e il 1873. Una torre del castello portava il nome di Emyon.

### La "Torre della Regina"
La torre quadrangolare - massiccia, alta 38 metri, misura 14,70 × 15,40 metri di lato con pareti spesse da 3,85 a 4,19 metri - è dotata di arcieri con apertura semplice. Domina il fronte meridionale, che è uno dei più vulnerabili. Il suo accesso era ad un'altezza di 13 metri a livello della cortina muraria. L'esame archeologico permette di distinguere due fasi di costruzione. Il basamento sarebbe stato costruito nella seconda metà del XIII secolo, e i prospetti, nel secolo successivo, a cavallo tra il XIV e il XV secolo. I suoi rivestimenti regolari sono costituiti da pietre di medie e grandi dimensioni.

### La "vecchia dimora"

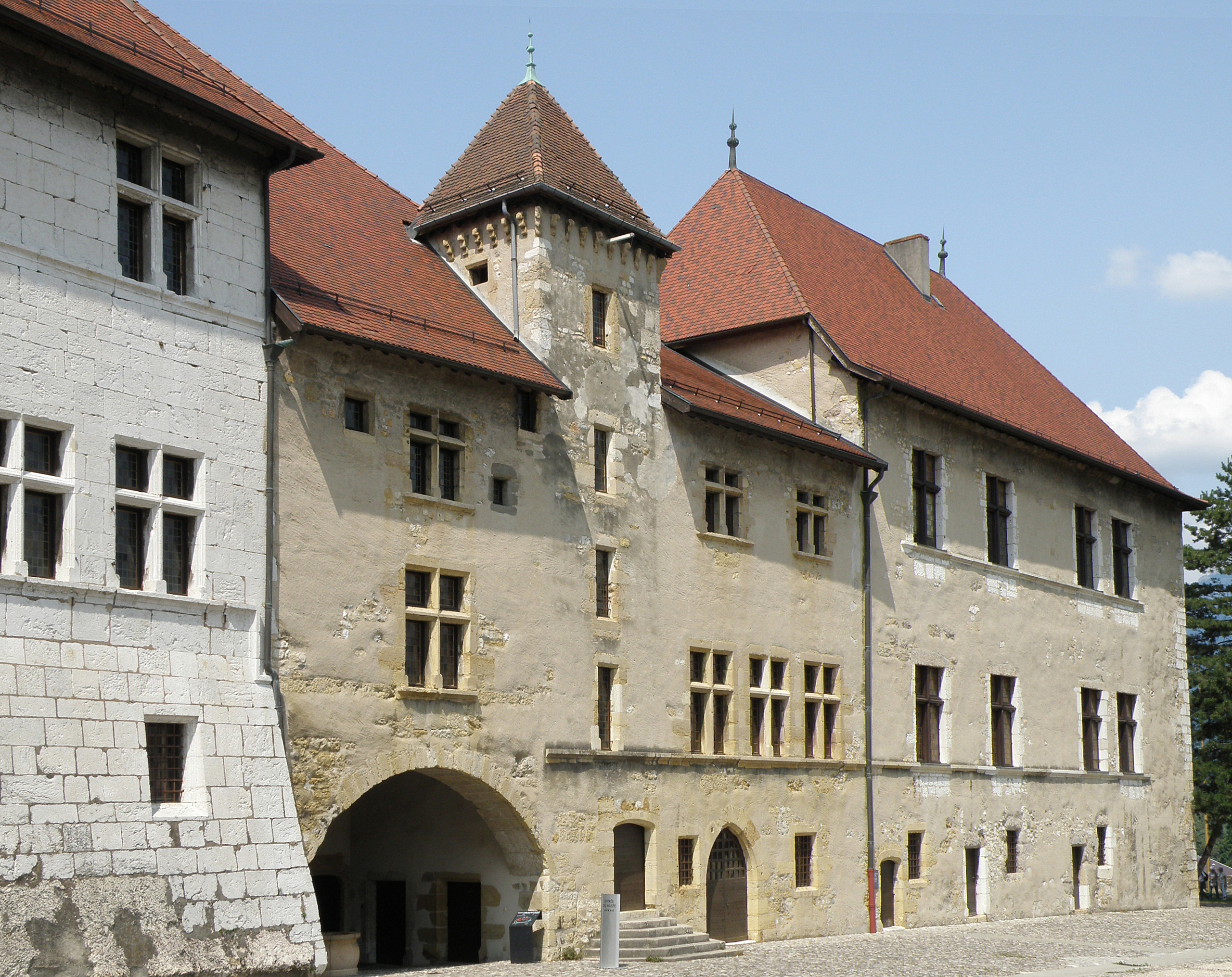
La Vecchia Dimora, fiancheggiata a sinistra dalla Dimora Nemours e a destra dalla Nuova Dimora.

Si tratta di un edificio rettangolare di 29 × 15 metri, la "Sala Grande", affiancata da due torri, la "Torre Saint-Pierre" e la "Torre Saint-Paul", che si affacciano sulla città, e alla quale è annessa un'ala residenziale a sud-ovest.
La "Sala delle Colonne" al piano terra ospita quattordici colonne in pietra. Arredata nel 1340, la sala della stufa "grand pèle" fu trasformata in cantina nel 1394 e i cui arredi attuali si devono ad Amedeo VIII, nel 1430. Al piano superiore, la sala delle cerimonie, "Great Salle des fêtes" costruita nel 1333, comunicante con gli appartamenti, ha un camino rifatto nel XVI secolo, così come un soffitto a cassettoni rifatto da Amedeo VIII. A quest'ultimo è stata aggiunta una grossa vite. Questo ambiente fu dotato tra il 1340 e il 1345 di bifore e traverse. Al cardine tra il "Salone Grande" e l'ala residenziale, al centro della facciata, una torretta contiene una scala a chiocciola, il "grand viret", risalente al 1430.
L'ala residenziale comprende, al piano terra, a sud, una cucina, ricostruita nel 1340 e poi anche nel XV secolo. Ha due giganteschi camini, in uno dei quali si apre il forno. Al piano superiore si trova la "stanza rossa", esistente dal 1251, e una camera di fronte. Il suo porticato copre un pozzo profondo 40 metri la cui presenza è menzionata già nel 1428.

### La "Torre di Saint-Pierre"
Conosciuta nel 1753 come la "Torre dei Principi", rivolta a nord-ovest, fu eretta nel 1430 al posto di una torre più antica chiamata "Torre del Melo". Probabilmente servì ad aumentare il potenziale residenziale. Nel XV secolo fu collegata alla sala grande e alla camera ducale, e dotata di un oratorio. È l'unica torre del castello di Annecy che ha conservato, nella sua interezza, le sue merlature e caditoie.

### La "Torre di Saint-Paul"
Datata 1383, esposta a nord-ovest, è alta 25 metri. Al primo piano si trova una bella camera da letto con soffitto cinquecentesco. Nel 1430, Amedeo VIII fece collocare uno specchio in questa torre per sorvegliare i nemici, il che portò al suo nome di "Torre dello Specchio".

### Il "Logis Nemours"

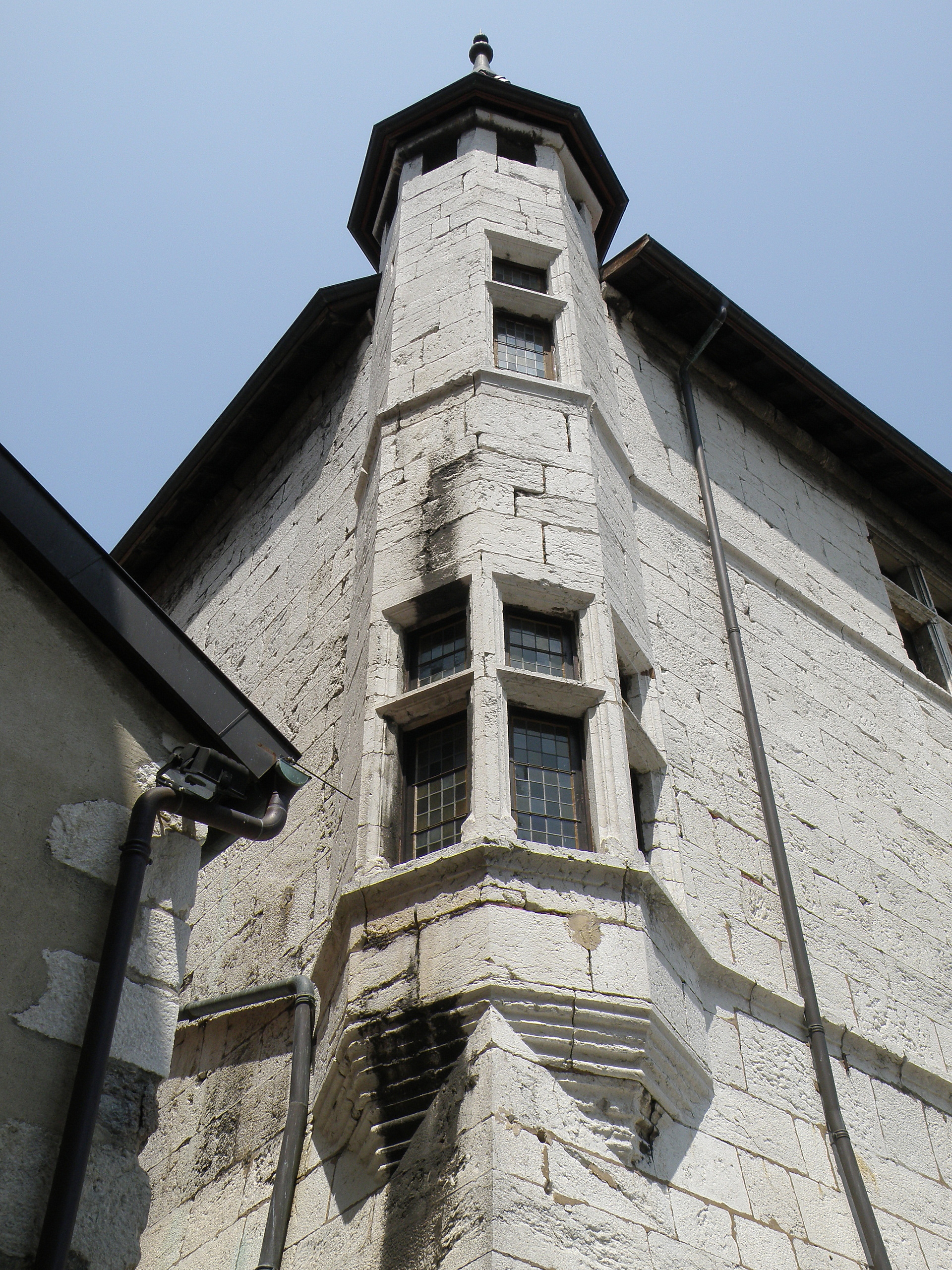
Una torre di guardia nella casa di Nemours.

Questa casa è dovuta a Charlotte d'Orléans-Longueville, duchessa di Genevois-Nemours, che la fece ricostruire nel 1545. È dotata di una torre di avvistamento e di bellissimi appartamenti. La stanza principale è la "stanza dei cervi". In una di queste sale si può ancora vedere un fregio dipinto in cima alle pareti e anche latrine con due o anche tre posti.
Il museo si trova tra il Logis Vieux e il Logis Nemours.

### Il "Logis Neuf"
Fu costruito nel 1562 dal duca Jacques de Genevois-Nemours. Al primo piano sono ancora visibili soffitti risalenti al 1571. Questa casa ha sofferto molto, tra l'altro è stata tagliata a metà per creare una terrazza ai piedi della Torre Perrière.